# Morote-Seoi-Nage

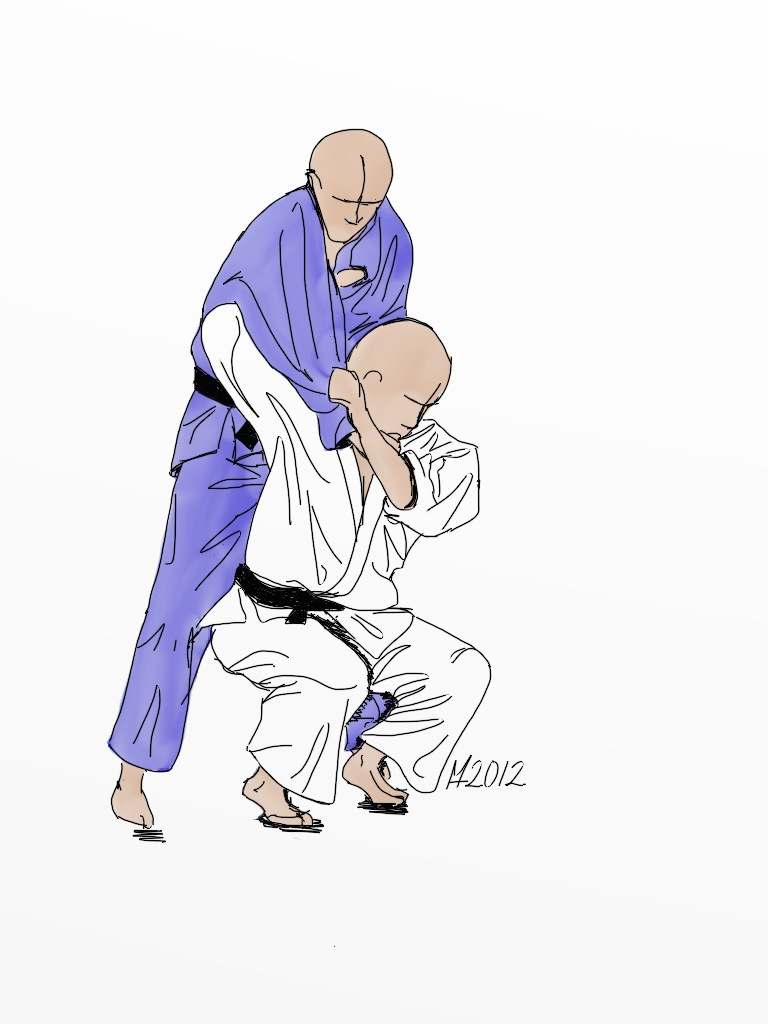
Exécution de Morote-Seoi-Nage

Morote-Seoi-Nage (chargement à l'aide des deux mains, en japonais ) est une technique de projection du judo. C'est l'une des variantes de la technique Seoi-Nage

## Terminologie
- Morote : deux mains
- Seoi : prendre sur le dos, les épaules
- Nage : projeter

## Description technique
Tori ("celui qui saisit" et donc qui exécute la technique) et Uke ("celui qui reçoit" la technique) sont face à face en judogi. Ils se saisissent l'un l'autre en décroisé, les mains positionnées pouces vers le haut. Une main est placée pouce à l'intérieur du judogi sous le revers et les quatre autres doigts placés à l'extérieur sur le revers fermant la saisie. Cette saisie doit se faire un peu en dessous du niveau de la clavicule. L'autre entièrement à l'extérieur du judogi sur le côté extérieur de la manche saisie par le milieu.
Tsukuri et Kuzushi doivent être exécutés simultanément par Tori :
Si les bras de Tori et Uke sont tendus alors :
Tsukuri :
- avancer le pied côté manche en le plaçant juste devant le pied opposé de celui de Uke, de manière à pouvoir pivoter à 180° sur celui-ci en ramenant l'autre pied à côté en lui présentant le dos
- fléchir de manière que le haut de sa tête se place sous le menton de Uke
Si les bras de Tori et Uke sont pliés alors :
Tsukuri :
- reculer un pied en le faisant pivoter sur lui-même, de manière à pouvoir pivoter à 180° sur celui-ci en ramenant l'autre pieds à côté en lui présentant le dos
- fléchir de manière que le haut de sa tête se place sous le menton de Uke
Kuzushi :
- tirer la manche vers le haut et l'avant de Uke
- placer le coude du bras tenant le revers sous l'aisselle de Uke et effectuer une bascule du corps de Uke sur le dos en se penchant en avant
Kake :Tori termine la bascule par un pivotement de son épaule vers son propre pieds opposé dans le même sens de pivotement que le reste de la technique.
Ukemi : Uke exécute une chute avant.

## Spécialistes de Morote-Seoi-Nage
Parmi les spécialistes de Morote-Seoi-Nage on compte : Asley Gonzalez.